# بازار علاقبندی
بازار علاقبندی مربوط به اواخر سدهٔ ۹ ه.ق است و در یزد، خیابان قیام، به موازات بازار پنجه علی جعفر خان واقع شده و این اثر در تاریخ ۱۷ اسفند ۱۳۸۱ با شمارهٔ ثبت ۷۷۹۱ به‌عنوان یکی از آثار ملی ایران به ثبت رسیده است.